# SMS V 153
V 153 – niemiecki niszczyciel z okresu I wojny światowej. Trzecia jednostka typu V 150. W 1917 roku przemianowany na T 153. Po wojnie służył w Reichsmarine jako torpedowiec. W 1935 roku został przebudowany na okręt szkolny dla dalmierzystów morskich. 29 sierpnia 1938 przemianowany na Eduard Jungmann. W czasie II wojny światowej służył jako okręt szkolny i pomocniczy. W 1945 roku przejęty przez USA. Złomowany w 1949 roku w Holandii.